# Praga E-114

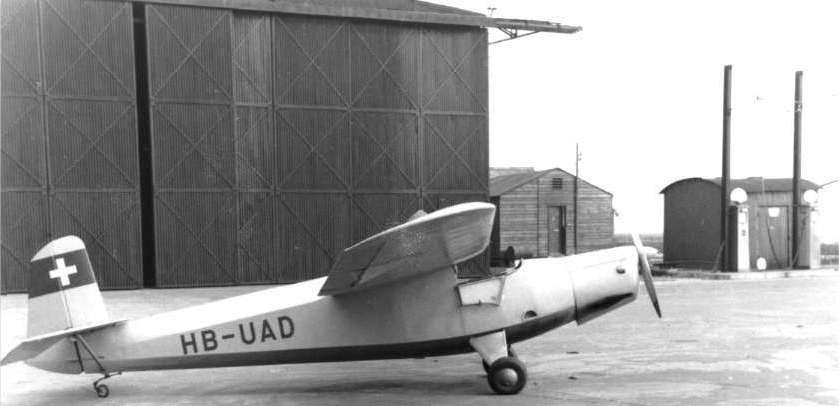
Praga E-114

Die Praga E-114 Air Baby war ein einmotoriges Sportflugzeug der tschechoslowakischen Firma ČKD-Praga. Analog zum gleichzeitig gebauten Kleinwagen Praga Baby wurde es auch als Lizenzerzeugnis Praga Air Baby bezeichnet.

## Entwicklung
Konstruiert wurde es von Jaroslav Šlechta als Schulterdecker. Der Prototyp flog erstmals im September 1934 und wurde noch im gleichen Jahr auf dem Pariser Aerosalon der Öffentlichkeit vorgestellt.
Die Serienfertigung begann 1935 mit einem 29-kW-Motor Praga B (ein Nachbau des Aeronca-E.113-Triebwerks), zwei Jahre später erschien die E-115, von der einige später ein leistungsstärkeres 44-kW-Praga-D-Triebwerk erhielten und einen um 20 cm verlängerten Rumpf aufwiesen. Mit diesem Typ wurden mehrere Landesrekorde aufgestellt. Der zweite Prototyp (OK-PGB, später G-ADXL) erregte mit einem Flug von Lympne (Kent) nach Kapstadt Aufsehen. Er legte die 14.722 km in 16 Tagen und 4,5 Stunden zurück.
Am Sternflug zu den Olympischen Sommerspielen 1936 nach Berlin-Rangsdorf nahmen zwei E-114 teil. Die Piloten Fuksa und Polma errangen damit in der Wertung des Internationalen Sternfluges die ersten beiden Plätze. Die von ihnen erreichte Zahl von Punkten war mit Abstand höher als die ihrer Konkurrenten. Auch ihre Streckenleistungen waren durchaus vergleichbar mit denen der anderen, mit wesentlich stärkeren Motoren ausgestatteten Mitbewerberflugzeuge.
Das britische Unternehmen Hills & Sons erwarb die Lizenzrechte und baute die E-114 als Praga Baby. Eine als E-117 betitelte Ausführung erschien 1937, ausgerüstet mit Praga D. Ein Exemplar dieser Version wurde 1946 mit einem Bugradfahrwerk ausgestattet, ging aber nicht in Serie. Eine viersitzige Version wurde 1936 unter der Bezeichnung E-214 vorgestellt. Sie war mit einem britischen Pobjoy-R-Sternmotor, längerem Rumpf und geändertem Fahrwerk ausgestattet.
Nach dem Zweiten Weltkrieg wurde die Produktion als E-114D (mit Praga D) und E-114M (mit Walter Mikron III) wieder aufgenommen, 100 Stück wurden 1946 bei Praga und 26 Stück bei Letov hergestellt.

## Aufbau
Das Flugzeug war ein freitragender Schulterdecker in Holzbauweise. Der Rumpf wies einen vier- bis sechseckigen Querschnitt im Kabinenbereich auf und lief zum Heck in einer Schneide aus. Zum Einstieg von oben wurde die Flügelvorderkante über dem Besatzungraum nach oben geklappt. Ein Doppelsteuer war vorhanden. Die Triebwerksaufhängung war ein vorgelagertes Gerüst aus verschweißten Stahlrohren. Die freitragende Tragfläche mit Sperrholzbeplankung verlief durchgehend; sie bestand aus Kastenholmen mit Gurten aus Spruce und Stegen sowie Rippen aus Sperrholz. Sie beherbergte auch die Kraftstoffbehälter. Das Leitwerk der E-114 bildete das abgestrebte Höhenleitwerk aus verschweißten Stahlrohren und das freitragende Seitenleitwerk aus Holz, beide mit Stoff bespannt. Die Haupträder waren starr und besaßen zur Federung hohle Achsen mit darin befindlichen Druckgummiringen, die ein Ausweichen der Räder nach außen bewirkten. Am Heck war ein Blattfedersporn installiert.

## Technische Daten

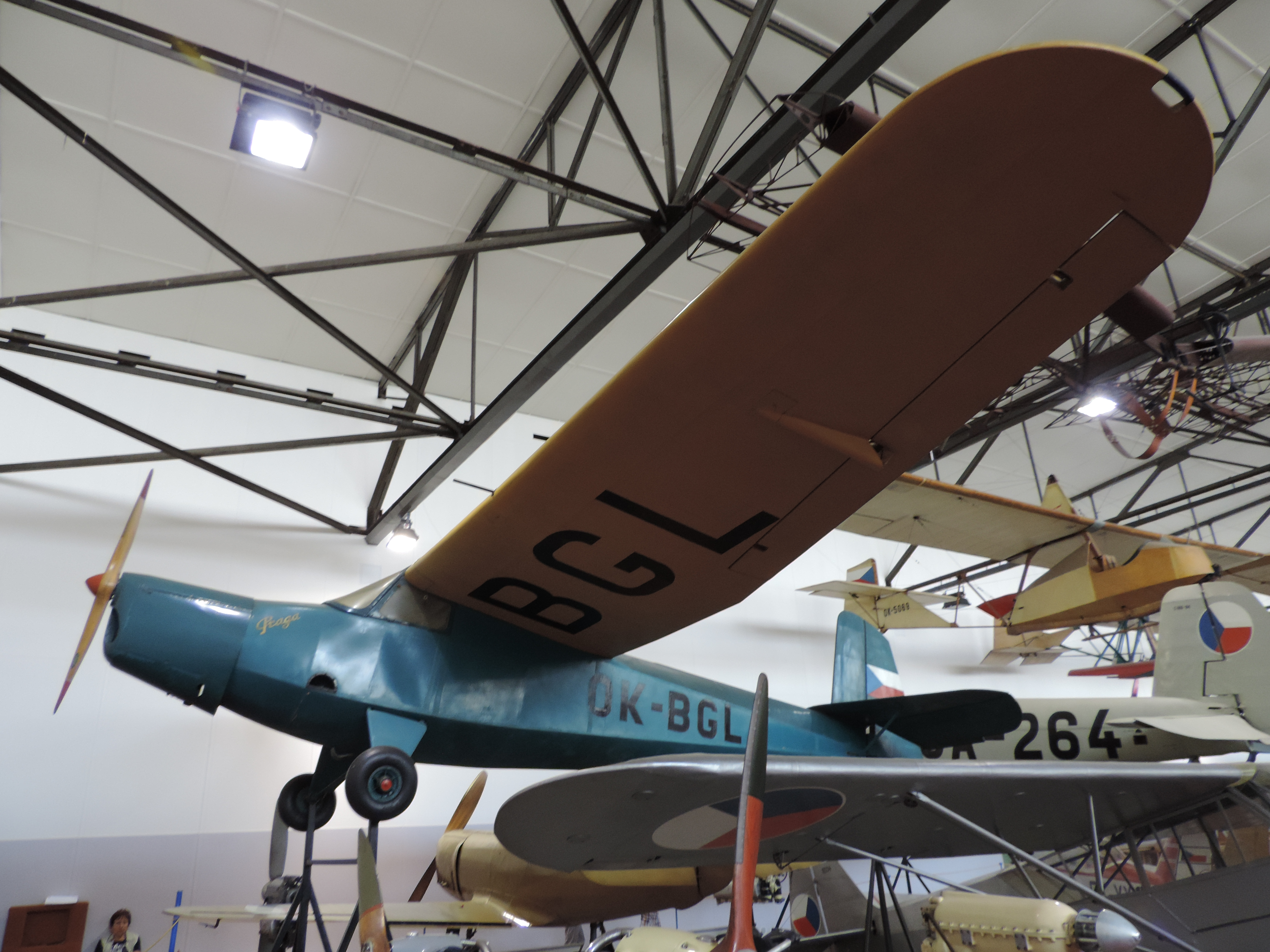
Praga E-114 im Luftfahrtmuseum Kbely

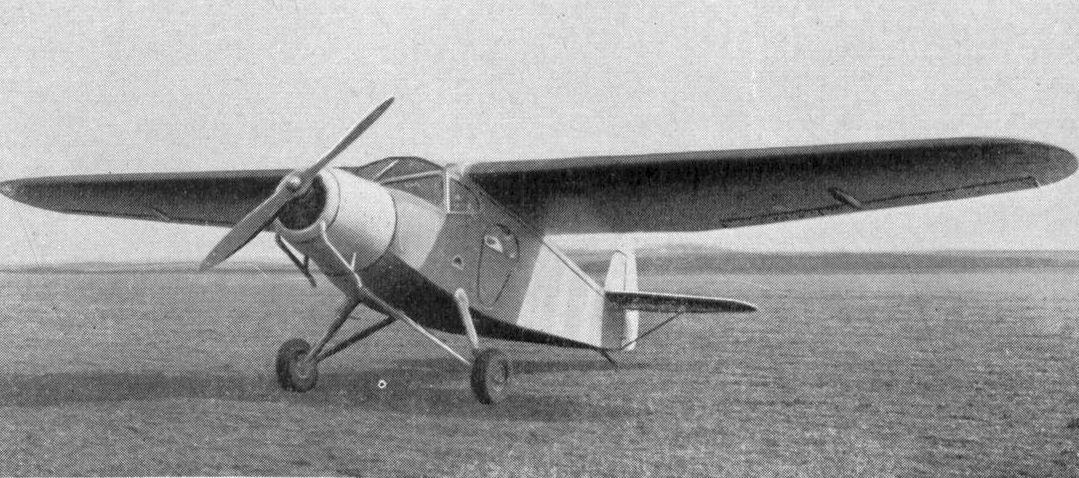
E-214 (1936)

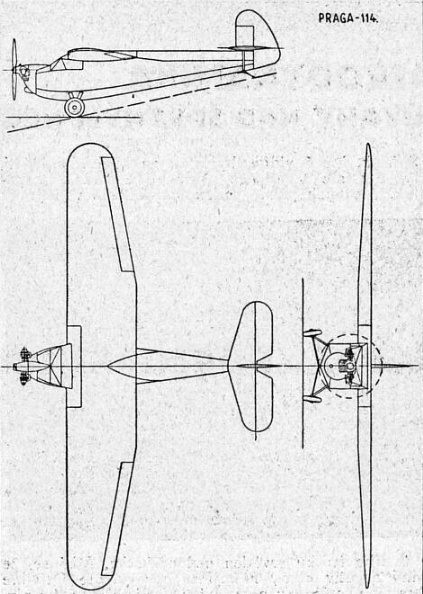
Dreiseitenriss E-144

| Kenngröße             | Daten (E-114B)                           | Daten (E-117)                        | Daten (E-214)                          |
| --------------------- | ---------------------------------------- | ------------------------------------ | -------------------------------------- |
| Besatzung             | 2                                        | 2                                    | 4                                      |
| Länge                 | 6,58 m                                   | 6,8 m                                | 7,2 m                                  |
| Spannweite            | 10,90 m                                  | 10,8 m                               | 11,0 m                                 |
| Höhe                  | 1,65 m                                   |                                      |                                        |
| Flügelfläche          | 15,20 m²                                 | 14,8 m²                              | 15,3 m²                                |
| Flügelstreckung       | 7,9                                      | 7,9                                  | 7,9                                    |
| Leermasse             | 265 kg                                   | 410 kg                               | 420 kg                                 |
| Nutzlast              | 200 kg                                   | 240 kg                               | 380 kg                                 |
| max. Startmasse       | 490 kg                                   | 650 kg                               | 800 kg                                 |
| Flächenbelastung      | 32,1 kg/m²                               | 43,8 kg/m²                           | 52,5 kg/m²                             |
| Leistungsbelastung    | 10,6 kg/PS                               | 10,8 kg/PS                           | 10,6 kg/PS                             |
| Flächenleistung       | 2,6 PS/m²                                | 4,1 PS/m²                            | 4,9 PS/m²                              |
| Triebwerk             | ein Zweizylinder-Boxermotor Praga B      | ein Vierzylinder-Boxermotor Praga D  | ein Siebenzylinder-Sternmotor Pobjoy R |
| Leistung              | 29 kW (ca. 40 PS)                        | 58 kW (79 PS)                        | 55 kW (75 PS)                          |
| Höchstgeschwindigkeit | 147 km/h                                 | 215 km/h                             | 175 km/h                               |
| Reisegeschwindigkeit  | 120 km/h                                 | 185 km/h                             | 155 km/h                               |
| Landegeschwindigkeit  | 60 km/h                                  |                                      | 75 km/h                                |
| Steigzeit             | 10,8 min auf 1000 m 43,75 min auf 3000 m | 7,6 min auf 1000 m 36 min auf 3000 m | 6,5 min auf 1000 m 25,5 min auf 3000 m |
| Dienstgipfelhöhe      | 3500 m                                   | 3500 m                               | 3600 m                                 |
| Reichweite            | 450 km                                   | 570 km                               |                                        |